# Ganoderma stipitatum
Ganoderma stipitatum är en svampart som först beskrevs av William Alphonso Murrill, och fick sitt nu gällande namn av William Alphonso Murrill 1908. Ganoderma stipitatum ingår i släktet Ganoderma och familjen Ganodermataceae.   Inga underarter finns listade i Catalogue of Life.